# Antoni Crespo
Antoni Crespo Sanjuán va ser un ciclista català, que va córrer durant la dècada del 1910. Durant la seva carrera esportiva destaquen dues victòries d'etapa de la Volta a Catalunya de 1913.

## Palmarès
- 1912
  - 3r de la Volta a Catalunya
- 1913
  - 2n de la Volta a Catalunya i vencedor de 2 etapes
  - Vencedor d'una etapa de la Sant Sebastià-Madrid
- 1914
  - 1r de la Sant Sebastià-Madrid i vencedor de 2 etapes
  - 2n al Campionat d'Espanya de ciclisme en ruta
- 1919
  - Vencedor d'una etapa de la Volta a Tarragona